# Рахбани, Зиад
Зиад Рахбани (араб. زياد الرحباني‎; 1 января 1956, Антелиас, Ливан — 26 июля 2025, Бейрут) — ливанский композитор, пианист, певец, драматург, поэт, левый активист и политический публицист. Сын легендарной певицы Файруз и композитора Асси Рахбани — одного из «братьев Рахбани».

## Биография
Зиад родился в музыкальной семье маронитского вероисповедания в пригороде Бейрута. С 12 лет писал стихи и музыку — его первая песня «Sadiqi Allah» («Мой друг Бог») стала заметным культурным событием. В 17 лет он написал музыку к песне «Sa’alouni El Nass», исполненной его матерью — это принесло ему первую известность.
В 1973 году Рахбани дебютировал как драматург и режиссёр с музыкальной постановкой «Sahriyé» («Вечеринка»), а в 1974 году — с сатирической пьесой «Nazl el‑Sourour», ставшей культовой работой в ливанском театре.
В дальнейшем он поставил пьесы «Bennesbeh Labokra Chou?» и «A Long American Film», превратившие его в одного из главных сатириков арабской сцены, критиковавшего общественные и политические конфликты Ливана.

## Музыка и влияние
Зиад смешивал классические арабские традиции с элементами джаза, фанка и западной электроники, создавая уникальный стиль, направленный против культурного ригидизма и политической устаревшей структуры общества. Он писал музыку для своей матери, включая известные композиции «Kifak Inta» и «Bala Wala Shi», вошедшие в золотой фонд ливанской эстрады 1970-80‑х годов.

## Политические взгляды
Рахбани занимал левую политическую позицию, близкую к Ливанской коммунистической партии, неоднократно публично выступал с критикой религиозных и военных элит Ливана. Особенно повлияла на него резня в лагере Таль э-Заатар в 1976 году.

## Смерть
Зиад Рахбани скончался 26 июля 2025 года в Бейруте в возрасте 69 лет от сердечного приступа во время прохождения лечения в местной больнице.